# Abbaye Notre-Dame de Délivrance
L'abbaye Notre-Dame de Délivrance est un ancien monastère cistercien trappiste en Slovénie, diocèse de Maribor, issu d'un déménagement de l'abbaye Notre-Dame-des-Dombes à Brestanica (en) (Reichenburg en allemand), après l'achat du château de Reichenburg (sl) au bord de la Save en Slovénie, grâce à la fortune personnelle de Frère Gabriel (Camille Giraud), par Dom Benoît Margerand, dans les années 1880, faisant suite aux lois hostiles aux congrégations religieuses. Il est alors un des trois monastères cisterciens de Slovénie.   

## Historique
Le monastère a été appelé  en allemand, Kloster Maria-Erlösung. Le nom suivant de ce monastère de « Notre-Dame de la Délivrance » est dû au fait qu’au-dessus de l’autel était placée une statue de la Vierge délivrant des âmes du purgatoire, symbolisées par une femme que la Vierge tirait de ses flammes.
L'inauguration de l'abbaye, comprenant à l'origine trente moines, eut lieu le 10 septembre 1891. Ivan Merz y fit un séjour.  Les moines y produisaient du chocolat, du fromage et des liqueurs, et exploitaient un vignoble. 
L'instabilité de cette région les pousse à chercher un autre lieu de fondation : l'abbaye Notre-Dame de l'Atlas, qui fut ensuite fondée en 1933-1934 par le Révérend Père Abbé Dom Placide qui envoie cinq moines (trois pères et deux frères convers) à Médéa. Mais le calme étant revenu en Yougoslavie, l'abbé renonce à déménager en Algérie ses trappistes et cède la direction de la nouvelle fondation à l'abbaye Notre-Dame d'Aiguebelle.
Pendant la Seconde Guerre mondiale, le monastère est démantelé en 1941 : une partie des moines est allée dans le monastère de Sainte-Marie-de-l'Étoile (Banja Luka). Ils rentrent en 1945. Le couvent est dissout deux années plus tard, en 1947, lorsque les nouvelles autorités nationalisèrent tous leurs biens. Pendant la guerre, il devint un lieu d'asile pour les exilés slovènes. Une exposition sur les moines trappistes (1993) fut organisée dans le monastère devenu un musée de la déportation, des prisonniers politiques, et internés.  
Le monastère Notre-Dame de la Délivrance de l’Ordre cistercien de la Stricte Observance (OCSO), situé au château de Reichenburg (aujourd'hui Brestanica) dans le diocèse de Maribor, s’est éteint avec le décès du dernier membre de la communauté, Frère Norbert, survenu à 28 juin 2004.